# Metalimnobia triphaea
Metalimnobia triphaea là một loài ruồi trong họ Limoniidae. Chúng phân bố ở miền Tân bắc.